# باتريسور فوينا
باتريسور فوينا مواليد 28 مايو 1990 في رومانيا، هو لاعب كرة قدم روماني احترف في السعودية في نادي وج ونادي عفيف ونادي الشرق.

## روابط خارجية
باتريسور فوينا على موقع قاعدة بيانات كرة القدم.إي يو (الإنجليزية)